# Naturbahnrodel-Europameisterschaft 1971
Die 2. FIL Naturbahnrodel-Europameisterschaft fand vom 26. bis 28. Februar 1971 in Vandans in Österreich statt. Die österreichische Mannschaft gewann beide Einsitzerbewerbe und acht von neun Medaillen, die italienische Mannschaft siegte im Doppelsitzer.

## Einsitzer Herren
| Platz | Name                 | Zeit         |
| ----- | -------------------- | ------------ |
| 01    | Anton Obernosterer   | 10:35,49 min |
| 02    | Gottfried Lexer      | + 4,55 s     |
| 03    | Erwin Eichelberger   | + 7,33 s     |
| 04    | Karl Flacher         | ?            |
| 05    | Johann Ortner        | ?            |
| 06    | Josef Hilgarter      | ?            |
| 07    | Robert Jud           | ?            |
| 08    | Karl Diensthuber     | ?            |
| 09    | Albert Glanzl        | ?            |
| 10    | Manfred Mittelberger | ?            |
| 11    | Heinz Gdanitz        | ?            |
| 12    | Ernst Scheuchl       | ?            |
| 13    | Ernst Stangl         | ?            |
| 14    | Richard Hutter       | ?            |
| 15    | Erwin Pitter         | ?            |
| 16    | Erich Graber         | ?            |
| 17    | Kassian Hellweger    | ?            |
| 18    | Josef Ploner         | ?            |
| 19    | Josef Niedermair     | ?            |
| 20    | Helmut Tagwerker     | ?            |
| 21    | Hubert Oberhammer    | ?            |
| 22    | Hans Graber          | ?            |
| 23    | Ernst Buchwieser     | ?            |
| 24    | Siegfried Graber     | ?            |
| 25    | Albert Brunner       | ?            |
| 26    | Julij Ulčar          | ?            |
| 27    | Paul Mitterstieler   | ?            |
| 28    | Franz Kurz           | ?            |
| 29    | Josef Amhof          | ?            |
| 30    | Brane Štefelin       | ?            |
| 31    | Walter Bartl         | ?            |
| 32    | Anton Ostler         | ?            |
| 33    | Hans Kägi            | ?            |
| 34    | Peter Resman         | ?            |
| 35    | Janez Zupan          | ?            |
| 36    | Peter Vötter         | ?            |
| 37    | Lojze Marcun         | ?            |
| 38    | Janez Končan         | ?            |
| 39    | Erich Hedinger       | ?            |
| 40    | Rolf Krämer          | ?            |
| 41    | Bogo Vidic           | ?            |
| 42    | Franz Schädler       | ?            |
| 43    | Werner Sele          | ?            |
| 44    | Christian Beck       | ?            |
| 45    | Leopold Schädler     | ?            |
| 46    | Bertram Beck         | ?            |
| 47    | Poldi Schädler       | ?            |

Nach ihrem Dreifachsieg bei der ersten Europameisterschaft im Vorjahr, gelang der österreichischen Mannschaft in diesem Jahr ein Sechsfachsieg im Einsitzer der Herren. Die Goldmedaille gewann Anton Obernosterer, der im Vorjahr Zweiter war. Silber ging an Gottfried Lexer, der ein Jahr zuvor Dritter war. Die Bronzemedaille gewann Erwin Eichelberger. Der Titelverteidiger Ernst Stangl belegte Rang 13.

## Einsitzer Damen
| Platz | Name                  | Zeit         |
| ----- | --------------------- | ------------ |
| 01    | Klara Niedertscheider | 10:57,13 min |
| 02    | Annemarie Ebner       | + 19,26 s    |
| 03    | Ruth Oberhöller       | + 22,48 s    |
| 04    | Margarethe Moser      | ?            |
| 05    | Brigitte Theiner      | ?            |
| 06    | Irmgard Figl          | ?            |
| 07    | Josefine Berger       | ?            |
| 08    | Maria Kofler          | ?            |
| 09    | Kordula Gritsch       | ?            |
| 10    | Helga Heinzle         | ?            |
| 11    | Marlene Holzner       | ?            |
| 12    | Barbka Tišlar         | ?            |

Österreichischer Dreifachsieg im Einsitzer der Damen: Europameisterin wurde Klara Niedertscheider mit einem Vorsprung von mehr als 19 Sekunden auf die Silbermedaillengewinnerin Annemarie Ebner. Die Bronzemedaille gewann Ruth Oberhöller.

## Doppelsitzer
| Platz | Name                                      | Zeit        |
| ----- | ----------------------------------------- | ----------- |
| 01    | Siegfried Graber – Josef Niedermair       | 5:24,87 min |
| 02    | Anton Obernosterer – Gabriel Obernosterer | + 0,85 s    |
| 03    | Siegfried Wild – Othmar Hofer             | + 5,12 s    |
| 04    | Helmut Kleinhofer – Karl Flacher          | ?           |
| 05    | Johann Ortner – Gottfried Lexer           | ?           |
| 06    | Ernst Scheuchl – Karl Plieseis            | ?           |
| 07    | Ernst Stangl – Erwin Eichelberger         | ?           |
| 08    | Robert Jud – Albert Brunner               | ?           |
| 09    | Heinz Gdanitz – Franz Kurz                | ?           |
| 10    | Josef Ploner – Kassian Hellweger          | ?           |
| 11    | Josef Amhof – Hubert Oberhammer           | ?           |
| 12    | Julij Ulčar – Brane Štefelin              | ?           |
| 13    | Rolf Krämer – Erich Hedinger              | ?           |
| 14    | Janez Zupan – Peter Resman                | ?           |
| 15    | Paul Mitterstieler – Peter Vötter         | ?           |
| 16    | Ernst Buchwieser – Hans Zwerger           | ?           |

Im Doppelsitzer siegten die Italiener Siegfried Graber und Josef Niedermair, die damit die einzige Medaille bei dieser Europameisterschaft für Italien gewannen. Die Silbermedaille ging an Anton und Gabriel Obernosterer. Anton Obernosterer war im Vorjahr mit Josef Lexer Europameister. Dritte wurden Siegfried Wild und Othmar Hofer.

## Medaillenspiegel
| Platz | Land       | Gold | Silber | Bronze | Gesamt |
| ----- | ---------- | ---- | ------ | ------ | ------ |
| 1.    | Österreich | 2    | 3      | 3      | 8      |
| 2.    | Italien    | 1    | —      | —      | 1      |